# غويلرمو هرنانديز
غويلرمو هرنانديز (بالإسبانية: Guillermo Hernández "El Campeón")‏ (25 يونيو 1942 في المكسيك - ) هو لاعب كرة قدم مكسيكي في مركز الدفاع، شارك في كأس العالم 1970 وكأس العالم 1966 والألعاب الأولمبية الصيفية 1964. وشارك مع منتخب المكسيك لكرة القدم. أما مع النوادي، فقد لعب مع نادي أطلس ونادي أمريكا ونادي بويبلا وتيبورونيس روخوس دي فيراكروز.

## وصلات خارجية
- غويلرمو هرنانديز على موقع الاتحاد الدولي (مؤرشف)  (الإنجليزية)
- غويلرمو هرنانديز على موقع قاعدة بيانات كرة القدم.إي يو (الإنجليزية)
- غويلرمو هرنانديز على موقع ناشيونال فوتبول تيمز (الإنجليزية)
- غويلرمو هرنانديز على موقع عالم كرة القدم.نت (الإنجليزية)
- غويلرمو هرنانديز على موقع أوليمبيديا (الإنجليزية)